# Hypephyra pryeraria
Hypephyra pryeraria är en fjärilsart som beskrevs av John Henry Leech 1891. Hypephyra pryeraria ingår i släktet Hypephyra och familjen mätare. Inga underarter finns listade i Catalogue of Life.